# Olympische Sommerspiele 1996/Kanu – Einer-Canadier 1000 m (Männer)
Die Wettkämpfe im Einer-Canadier über 1000 Meter bei den Olympischen Sommerspielen 1996 fanden vom 30. Juli bis 3. August 1996 auf dem Lake Lanier statt.

## Ergebnisse

### Vorläufe
Die jeweils ersten zwei Boote qualifizierten sich direkt für das Finale, die restlichen Athleten für die Halbfinals.

#### Vorlauf 1
| Rang | Athleten              | Nation      | Zeit         |
| ---- | --------------------- | ----------- | ------------ |
| 1    | Martin Doktor         | Tschechien  | 4:19,918 min |
| 2    | Patrick Schulze       | Deutschland | 4:21,114 min |
| 3    | Ivans Klementjevs     | Lettland    | 4:24,678 min |
| 4    | Victor Partnoi        | Rumänien    | 4:25,678 min |
| 5    | Arne Nielsson         | Dänemark    | 4:30,258 min |
| 6    | Pascal Sylvoz         | Frankreich  | 4:33,618 min |
| 7    | Ján Kubica            | Slowakei    | 4:33,810 min |
| 8    | Konstantin Negodjajew | Kasachstan  | 4:40,842 min |
| 9    | Nikolaj Buchalow      | Bulgarien   | 4:43,562 min |

#### Vorlauf 2
| Rang | Athleten           | Nation             | Zeit         |
| ---- | ------------------ | ------------------ | ------------ |
| 1    | György Zala        | Ungarn             | 4:23,399 min |
| 2    | Roman Bundz        | Ukraine            | 4:26,555 min |
| 3    | Ivan Šabjan        | Kroatien           | 4:28,375 min |
| 4    | Vadim Salcutan     | Moldau             | 4:32,095 min |
| 5    | José Manuel Crespo | Spanien            | 4:34,071 min |
| 6    | Gavin Maxwell      | Kanada             | 4:36,971 min |
| 7    | Yevgeny Astanin    | Usbekistan         | 4:39,839 min |
| 8    | Silvestre Pereira  | Portugal           | 4:42,715 min |
| 9    | Joseph Harper      | Vereinigte Staaten | 4:45,467 min |

### Halbfinalläufe
Die ersten zwei Boote des jeweiligen Halbfinals und der zeitbessere Dritte erreichten das Finale.

#### Halbfinale 1
| Rang | Athleten              | Nation             | Zeit         |
| ---- | --------------------- | ------------------ | ------------ |
| 1    | Ivan Šabjan           | Kroatien           | 4:13,901 min |
| 2    | Victor Partnoi        | Rumänien           | 4:14,333 min |
| 3    | Arne Nielsson         | Dänemark           | 4:14,573 min |
| 4    | Ján Kubica            | Slowakei           | 4:22,773 min |
| 5    | Konstantin Negodjajew | Kasachstan         | 4:26,251 min |
| 6    | Gavin Maxwell         | Kanada             | 4:27,721 min |
| 7    | Joseph Harper         | Vereinigte Staaten | 4:39,949 min |

#### Halbfinale 2
| Rang | Athleten           | Nation     | Zeit         |
| ---- | ------------------ | ---------- | ------------ |
| 1    | Ivans Klementjevs  | Lettland   | 4:10,455 min |
| 2    | Pascal Sylvoz      | Frankreich | 4:11,483 min |
| 3    | Nikolaj Buchalow   | Bulgarien  | 4:14,415 min |
| 4    | José Manuel Crespo | Spanien    | 4:15,939 min |
| 5    | Vadim Salcutan     | Moldau     | 4:16,639 min |
| 6    | Yevgeny Astanin    | Usbekistan | 4:19,151 min |
| 7    | Silvestre Pereira  | Portugal   | 4:31,199 min |

### Finale
| Rang | Athleten          | Nation      | Zeit         |
| ---- | ----------------- | ----------- | ------------ |
| 1    | Martin Doktor     | Tschechien  | 3:54,418 min |
| 2    | Ivans Klementjevs | Lettland    | 3:54,954 min |
| 3    | György Zala       | Ungarn      | 3:56,366 min |
| 4    | Patrick Schulze   | Deutschland | 3:57,778 min |
| 5    | Pascal Sylvoz     | Frankreich  | 3:59,014 min |
| 6    | Victor Partnoi    | Rumänien    | 3:59,858 min |
| 7    | Roman Bundz       | Ukraine     | 4:02,078 min |
| 8    | Ivan Šabjan       | Kroatien    | 4:04,066 min |
| 9    | Nikolaj Buchalow  | Bulgarien   | 4:13,034 min |